# Moon-sur-Elle
Moon-sur-Elle è un comune francese di 855 abitanti situato nel dipartimento della Manica nella regione della Normandia.

## Società

### Evoluzione demografica
Abitanti censiti